# Hyacinthe Eugène Cartuyvels
Hyacinthe Eugène Joseph Cartuyvels (Lens-Saint-Remy, 5 november 1849 - Les Waleffes, 9 augustus 1897) was een Belgisch volksvertegenwoordiger.

## Levensloop
Cartuyvels was de zoon van de handelaar Leonard Cartuyvels en van Marguerite Hanson. Hij trouwde met Camille Loviller.
Hij was actief in de landbouwkringen:
- voorzitter van de Société agricole de l'Est de la Belgique (sectie Hannuit en Méhaigne);
- lid van de Provinciale commissie voor Landbouw van de provincie Luik.

In juni 1886 werd hij verkozen tot katholiek volksvertegenwoordiger voor het arrondissement Borgworm. Hij oefende dit mandaat uit tot in 1897.
Hij was actief binnen het Sint-Vincentius a Paulogenootschap in Luik, als secretaris en als voorzitter.